# Смоловівка
Смоловівка — колишнє село в Україні, Царичанському районі Дніпропетровської області. Було підпорядковане Ляшківській сільські раді. 
Зняте з обліку рішенням Дніпропетровської обласної ради від 27 вересня 1985 року.